# Чемпионат мира по самбо 1985
IX Чемпионат мира по самбо 1985 года прошёл в Сан-Себастьяне (Испания) 19-20 сентября.

## Медалисты
| Весовая категория | Золото                            | Серебро                  | Бронза                         |
| ----------------- | --------------------------------- | ------------------------ | ------------------------------ |
| до 48 кг          | Александр Ульянин · СССР          | Димитар Димитров · НРБ   | Х. Баярсайман · МНР            |
| до 52 кг          | Сагид Меретуков · СССР            | Я. Тору · Япония         | Дунхуудийн Тегче · МНР         |
| до 57 кг          | Сергей Терновых · СССР            | Георгий Юсев · НРБ       | З. Батсухид · МНР              |
| до 62 кг          | Александр Аксёнов · СССР          | С. Осаму · Япония        | Фернандо Блас · Испания        |
| до 68 кг          | Владимир Паньшин · СССР           | Галдангийн Жамсран · МНР | Валентин Цочев · НРБ           |
| до 74 кг          | Виктор Бухвал · СССР              | Э. Фукаи · Япония        | Джон Идаррета · Испания        |
| до 82 кг          | Анатолий Яковлев · СССР           | Дидье Дуру · Франция     | Зундуйн Дэлгэрдалай · МНР      |
| до 90 кг          | Одвогийн Балжинням · МНР          | Ц. Гочев · НРБ           | А. Глазунов · СССР             |
| до 100 кг         | Бадмаанямбуугийн Бат-Эрдэнэ · МНР | Арно Базин · Франция     | Михаил Кокорин · СССР          |
| свыше 100 кг      | Владимир Шкалов · СССР            | М. Николов · НРБ         | Дагвацэрэнгийн Хадбаатар · МНР |